# 浜松医療センター
浜松医療センター（はままついりょうセンター）は、静岡県浜松市中央区にある医療機関。浜松市が開設し、公益財団法人浜松市医療公社が指定管理者として管理を行う病院である。

## 概要
1973年（昭和48年）、浜松市政60周年記念事業の一環として開設された県西部浜松医療センターが2011年（平成23年）4月1日に改称した。
地域医療支援病院の承認を受けるほか、災害拠点病院（地域災害医療センター）、地域がん診療連携拠点病院などの指定を受ける。浜松医科大学医学部附属病院、聖隷浜松病院、聖隷三方原病院と並び、遠州地方（静岡県西部）の中核となっている医療機関である。浜松医科大学の関連教育病院でもある。3次救急指定病院。

## 診療科
浜松市病院事業の設置等に関する条例によれば、診療科目を次のとおりとしている。
- 内科
- 精神科
- 脳神経内科
- 呼吸器内科
- 消化器内科
- 循環器内科
- 小児科
- 外科
- 消化器外科
- 整形外科
- 形成外科
- 脳神経外科
- 呼吸器外科
- 心臓血管外科
- 皮膚科
- 泌尿器科
- 産婦人科
- 眼科
- 耳鼻咽喉科
- リハビリテーション科
- 放射線治療科
- 麻酔科
- 腎臓内科
- 乳腺外科
- 臨床検査科
- 救急科
- 歯科口腔外科
- 感染症内科
- リウマチ科
- 人工透析内科
- 病理診断科
- 血液内科
- 内分泌・代謝内科
- 血管外科
- 腫瘍内科
- 放射線診断科

## 指定医療機関
- 保険医療機関
- 労災保険指定医療機関
- 指定自立支援医療機関（更生医療・育成医療・精神通院医療）
- 身体障害者福祉法指定医の配置されている医療機関
- 精神保健指定医の配置されている医療機関
- 生活保護法指定医療機関
- 結核指定医療機関
- 戦傷病者特別援護法指定医療機関
- 原子爆弾被害者一般疾病医療取扱医療機関
- 第二種感染症指定医療機関
- 公害医療機関
- 母体保護法指定医の配置されている医療機関
- 地域医療支援病院
- 災害拠点病院
- 救命救急センター
- 臨床研修指定病院
- がん診療連携拠点病院
- エイズ治療拠点病院
- 特定疾患治療研究事業委託医療機関
- DPC対象病院
- 小児慢性特定疾患治療研究事業委託医療機関
- 地域周産期母子医療センター

## 交通アクセス
浜松駅バスターミナルより、下記のバスに乗車
| のりば  | 系統番号 | 路線名                                    | 主要経由地                | 行先                       |
| ------- | -------- | ----------------------------------------- | ------------------------- | -------------------------- |
| 2のりば | 8        | 鶴見富塚じゅんかん （医療センターまわり） | 広沢・医療センター        | 安座/ せいれい病院・浜松駅 |
| 2のりば | 8-22     | 大平台線 （広沢・医療センター経由）       | 広沢・ 医療センター・入野 | 大平台1丁目                |
| 2のりば | 8-33     | 伊佐見線                                  | 広沢・医療センター 伊佐見 | 山崎                       |
| 3のりば | 9        | 掛塚さなる台線                            | 鴨江・佐鳴台団地          | 医療センター               |

自家用車の場合、東名高速道路浜松西ICより約25分。